# Primorska

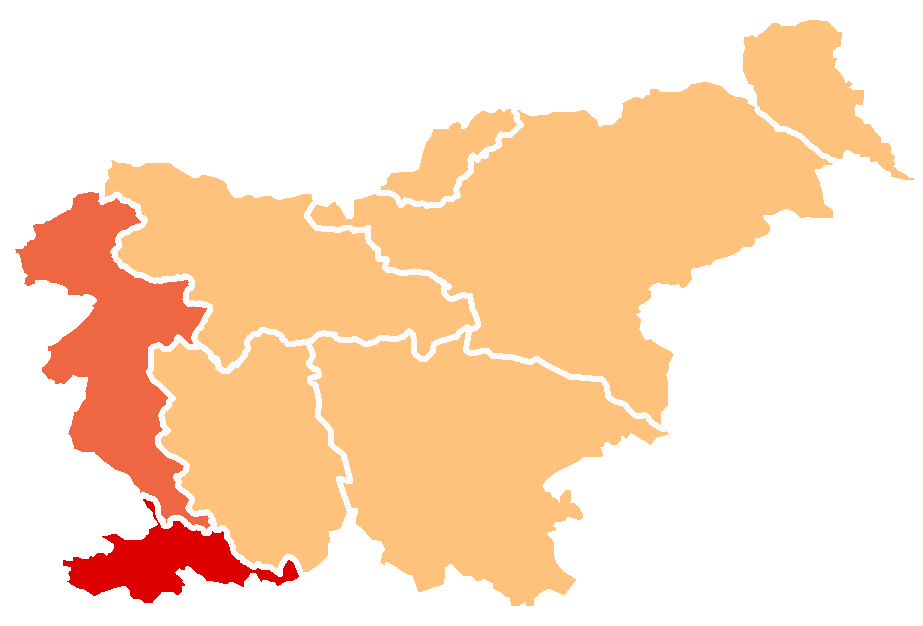
Locatie van Primorska in Slovenië

Primorska of Sloveens Küstenland is een historische regio in Slovenië aan de grens met Italië bij Triëst. De regio ligt tussen de Julische Alpen, de Adriatische Zee en Istrië.
Primorska is ontstaan uit het Oostenrijkse Kroonland Küstenland. Na de Eerste Wereldoorlog werd volgens het verdrag van Londen heel Primorska aan Italië gegeven. In 1954 werd de regio aan Joegoslavië toebedeeld, na de Italiaanse nederlaag aan Duitse zijde in 1943. Tegenwoordig behoort het gebied grotendeels tot de Sloveense statistische regio Obalnokraška.
Het centrum van Primorska is Nova Gorica. Andere belangrijke plaatsen zijn de Adriatische havens Koper, Izola, Portorož en Piran.
Primorska (Küstenland) · Kranjska (Krain) · Koroška (Karinthië) · Štajerska (Stiermarken) · Prekmurje (Übermurgebiet)